# Justin Wilson
Justin Wilson (Sheffield, 31 de juliol de 1978 - Long Pond, 24 d'agost de 2015) fou pilot d'automobilisme. Des de l'any 2004 va competir a la Champ Car. L'any 2003 va ser a la Fórmula 1 i l'any 2001 va ser campió de la Fórmula 3000.

## Els inicis (fins al 2002)
Criat al petit poble de Woodall, a prop de Harthill, va començar a competir en curses de karts el 1987. Als inicis dels anys 1990, va estar diversos anys a la Fórmula Vauxhall amb l'equip de Paul Stewart abans d'atraure l'atenció internacional en guanyar el campionat inaugural de la Fórmula Palmer Audi després de 9 victòries. El 1998, va ser finalista del premi McLaren Autosport BRDC al millor pilot jove de l'any. Un any més tard, va passar al campionat internacional de la Fórmula 3000 de la FIA, guanyant el campionat la temporada 2001, establint el rècord d'assolir-ho en menys temps.
Tot i aquest èxit, la seva alçada era un desavantatge, el que va fer que no aconseguís cap cotxe per a la temporada 2002 de la Fórmula 1. I va acabar participant en les World Series de Nissan on va continuar guanyant, amb victòries a Interlagos i València.
A més, Wilson va fer de provador de l'equip de Fórmula 1 Minardi, però la seva alçada no va fer possible que substituís Alex Yoong per dues curses.

## Fórmula 1 (2003)
L'any 2003, l'equip Minardi va dissenyar un cotxe a la seva mida, i en Wilson va tenir una millor trajectòria que el seu company Jos Verstappen, amb més experiència. A les darreres cinc curses de la temporada va competir en l'equip Jaguar substituint Antônio Pizzonia, i va aconseguir el seu primer punt del campionat al Gran Premi dels Estats Units.

## Champ Car (2004 fins a l'actualitat)
No va poder continuar a Jaguar, perquè Ford no podia posar més diners a la Fórmula 1. Finalment el cotxe va anar a mans de Christian Klien, que havia estat provador a Jaguar el novembre de 2003 i que va poder aportar un patrocinador.
A l'inici de 2004, Wilson es va passar a les Champ Car World Series amb l'equip Mi-Jack Conquest. En el seu primer any va quedar en segona posició dels debutants (Rookies), aconseguint l'onzena posició absoluta del campionat. A més de les Champ Car, aquella temporada també va córrer les 24 hores de Le Mans, en l'equip Racing for Holland Dome-Judd S101 amb Tom Coronel i Ralph Firman, aconseguint la cinquena volta més ràpida.
El 2005, Wilson va anar a l'equip RuSPORT on hi havia A. J. Allmendinger. Va guanyar la seva primera cursa a la Champ Car al Gran Premi de Toronto. Va quedar tercer a Montreal, i va arrodonir la temporada amb una victòria a la darrera cursa a l'Autòdrom Hermanos Rodríguez. Va acabar tercer a la classificació del campionat darrere del campió Sébastien Bourdais i del subcampió Oriol Servià.
El 2006 va participar per primera vegada a les 24 Hores de Daytona a l'equip Michael Shank Racing amb els pilots A.J. Allmendinger, Oswaldo Negri i Mark Patterson, acabant en segona posició.
En Wilson va continuar a l'equip RuSPORT la temporada 2006, i va acabar en segona posició.
El 2007, va signar un contracte amb RSPORTS, una unió entre el seu antic equip i Rocketsports.